# Џон Реј
Џон Реј (енгл. John Ray; 29. новембар 1627 — 17. јануар 1705) је био енглески природњак, широко сматран једним од најранијих енглеских великих природњака, и човек са којим „почиње авантура модерне науке".
Објавио је значајне радове из ботанике, зоологије, и природне теологије. Његова класификација биљака у књизи Historia Plantarum (Историја биљака), био је важан корак ка модерној таксономији. Реј је одбацио систем дихотоме поделе по којој су класификоване врста према унапред осмишљеној шеми, а уместо тога класификовао је биљке према сличностима и разликама које су уочене посматрањем, чиме је унапредио научни емпиризам који је супротан дедуктивном рационализму схоластике. Он је био први који је дао биолошку дефиницију појма врста 1686. године.
Џон Реј је 1671. године био први који је описао екстракцију мравље киселине (дестилацијом огромног броја мрава). Испитивао је утицај светлости на боју биљке, а познат је и као сакупљач енглеских пословица и изрека.

## Дефиниција врсте Џона Реја
| „ | Не постоји сигурнији критеријум за одређивање врсте, кога бих могао да се сетим, од препознатљивих карактеристика које се преносе семеном. Тако, без обзира какве варијације се јављају код индивидуа или врста, ако оне потичу из семена једне исте биљке, оне су случајне, а не оне по којима се врсте разликују међусобно... Исто тако се разликују и животиње трајно чувајући специфичне разлике врсте; једна врста никада се не развија из семена друге, ни обрнуто ". | ” |